# Спірідон Ксіндас

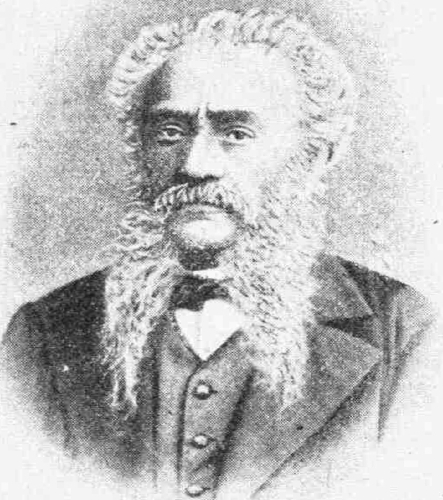
Спірідон Ксіндас

Спірі́дон Ксі́ндас (грец. Σπυρίδων Ξύνδας, італ. Spiridione Xinda; народився, імовірно, 1812 або 1814, острів Керкіра,— † 1896, Афіни) — грецький композитор і гітарист.
Належав до так званої Іонічної школи (з якої почалася новітня грецька професійна музика), заснованої його вчителем Ніколаосом Мандзаросом. Навчання почав у ранньому віці (відомо, що учнем Мандзароса з теорії музики був уже 1823 року); після штудій на Керкірі продовжив музичні зайняття в Неаполі та Мілані. В 1840 році брав участь у заснуванні Філармонічного товариства Керкіри (він та ще один учень Мандзароса, Антоніос Лівераліс, були серед засновників товариства єдиними професійними музикантами, якщо не рахувати самого Мандзароса, який ніколи себе за такого не вважав через своє аристократичне походження). Згодом кілька років викладав у цій інституції. Його учнем був Спірідон Самарас.
Концертував як гітарист.
В сорокові роки почав компонувати концертні арії та інші вокальні твори, що увінчалося створенням опери «Кандидат до парламенту» (грец. «Ο υποψήφιος Βουλευτης») — першої багатоактної опери з грецьким лібрето. Успіх «Кандидата…» спричинився до утворення в Афінах музично-театральної трупи (1888), внаслідок чого Ксіндас переїхав до грецької столиці. Проте подальша його біографія була сумною: він втратив зір і помер у злиднях. Його рукописна спадщина загинула під час Другої світової війни.
Інші опери Ксіндаса було написано на італійські лібрето й не збереглися. Серед них варто відзначити «Анну Вінтер» за мотивами «Трьох мушкетерів» Александра Дюма. В доробку Ксіндаса також п’єси для гітари, хори тощо.